# Jelena Lengold
Jelena Lengold (Kruševac, 15 luglio 1959) è una scrittrice, poetessa e giornalista serba.

## Biografia
Nata nel 1959 a Kruševac, vive e lavora a Belgrado.
Dopo aver lavorato per dieci anni nel dipartimento culturale di Radio Belgrado come editrice e giornalista, ha esordito nel 1982 con la raccolta di liriche Raspad botanike.
In seguito ha dato alle stampe altre 6 collezioni di poesie, due romanzi e 6 raccolte di racconti e le sue opere sono state tradotte in 12 lingue.
Tra i riconoscimenti ottenuti, si ricorda il Premio letterario dell'Unione europea del 2011 per Il mago della fiera e il Premio Ivo Andrić del 2016 per Raščarani svet.

## Opere principali

### Romanzi
- Baltimor (2003)
- Odustajanje (2018)

### Racconti
- Pokisli lavovi (1994)
- Lift (1999)
- Il mago della fiera (Vašarski mađioničar, 2008), Rovereto, Zandonai, 2013 traduzione di Alice Parmeggiani ISBN 978-88-98255-02-3.
- Prestraši me (2009)
- U tri kod Kandinskog (2013)
- Raščarani svet (2016)

### Poesie
- Raspad botanike (1982)
- Vreteno (1984)
- Podneblje maka (1986)
- Prolazak anđela (1989)
- Sličice iz života kapelmajstora (1991)
- Bunar teških reči (2011)
- Izaberi jedno mesto (2016)

## Premi e riconoscimenti
- Premio letterario dell'Unione europea: 2011 vincitrice con Il mago della fiera
- Premio Ivo Andrić: 2016 vincitrice con Raščarani svet